# Nantillois
Nantillois is een gemeente in het Franse departement Meuse (regio Grand Est) en telt 65 inwoners (2009).
De plaats maakt deel uit van het kanton Clermont-en-Argonne in het arrondissement Verdun. Tot 1 januari 2015 was het deel van het kanton Montfaucon-d'Argonne, dat op die dag werd opgeheven.
Op het grondgebied van Nantillois bevindt zich een Duitse oorlogsbegraafplaats, waarop 918 soldaten uit de Eerste Wereldoorlog liggen begraven.
In het dorp zelf bevinden zich twee Amerikaanse monumenten om de Amerikaanse soldaten herdenken die het dorp bevrijdden tijdens het Meuse-Argonne Offensief van 1918. Het eerste monument, een dorpsgebouwtje met herdenkingsplaquette, is opgericht in 1930 voor de soldaten van het 315e Regiment van de 79e Divisie die het dorp bevrijdden, en het tweede een groot monument voor de soldaten van de 80e Divisie opgericht door de staat Pennsylvania in 1927, dat het 79e afloste in de strijd om het Bois de Ogons, even buiten Nantillois.
Tot 2020 bevond zich aan de hoofdstraat het kleine privé museum Meuse-Argonne 1918, dat in het teken stond van de bevrijding door de Amerikanen in 1918. De collectie verhuisde naar een grotere locatie in het naburige Montfaucon d'Argonne. 

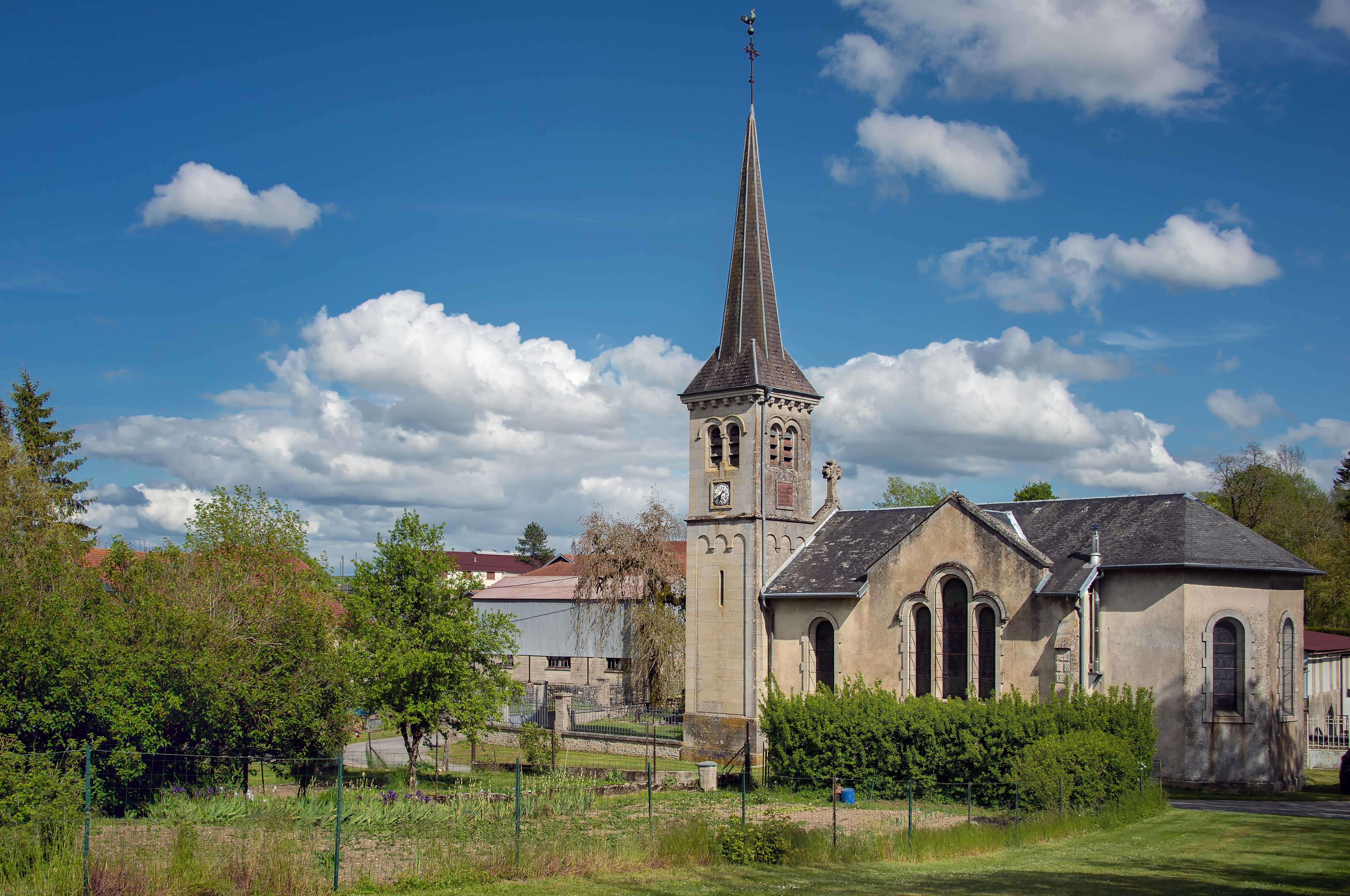
Natillois (Meuse), Eglise de la Nativité-de-la-Vierge (1920).

## Geografie
De oppervlakte van Nantillois bedraagt 7,4 km², de bevolkingsdichtheid is dus 8,8 inwoners per km².

De onderstaande kaart toont de ligging van Nantillois met de belangrijkste infrastructuur en aangrenzende gemeenten.

## Demografie
Onderstaande figuur toont het verloop van het inwonertal (bron: INSEE-tellingen).